# 5871 Bobbell
5871 Bobbell è un asteroide della fascia principale. Scoperto nel 1989, presenta un'orbita caratterizzata da un semiasse maggiore pari a 1,8618548 au e da un'eccentricità di 0,0711663, inclinata di 20,35080° rispetto all'eclittica.
L'asteroide è dedicato all'astronomo amatoriale statunitense Robert L. Bell.